# Етно група Траг
Етно група Траг је вокално-инструментални састав из Републике Српске, који негује традиционалну музику Балкана. На репертоару групе налазе се песме из Републике Српске (БиХ), Србије, Црне Горе, Македоније и Бугарске, те циганска музика. Везано за наступе у Русији, на репертоар је уврштено и неколико руских песама. Група наступа на многим значајним манифестацијама у БиХ и иностранству.
Група је основана 2003. године и чини је десет чланова: четири женска вокала и шест инструменталиста. Извођење песама је на традиционалним инструментима (фруле, гајде, кавал, тарабуке, тапан), уз класичне инструменте – гитара и виолина, као и модерни (електронски) – клавир и бас-гитара.
Поред бројних концерата на простору Републике Српске, БиХ, Србије, Црне Горе, Хрватске и Македоније, група је свој рад представила и широј публици на турнејама у Холандији, Немачкој, Русији, Швајцарској, САД, Белорусији и Аустрији.
Са фолклорним ансамблом наступали су на међународним фестивалима у Француској, Бугарској, Шпанији, Грчкој, итд.
Етно група “Траг” је за свој досадашњи рад награђивана многим признањима и наградама.

## Чланови
Вокали
- Валентина Милекић Ковачић (уметнички руководилац)[7]
- Весна Драшковић
- Тања Вранчић
- Хилда Хрекес

Инструменталисти
- Јелена Шкрбић – виолина
- Бојан Стијак – бас гитара
- Младен Јанковић – клавијатуре
- Бобан Аџић – гитара
- Мирко Лучић – гитара
- Зоран Вујић – перкусије
- Горан Пивашевић – фруле, гајде, кавал, вокал

## Дискографија
- 2008. Звуци Балкана. На албуму се налази 15 песама са простора Босне и Херцеговине, Србије, Црне Горе, Македоније и Бугарске. Посебно место на албуму нашла је музика Лијевча поља, до тада мање позната публици, јер је народна музика овог подручја тек 2008. године истражена и забележена.[8]
- 2013. Зaвјештaњe. Албум је сниман у периоду од јануара 2010. до октобра 2012. године, a издавач је Радио Телевизија Републике Српске. Нa албуму, поред традиционалних песама, нашле су се и две ауторске песме, песма Жубoр коју је написао Иван Глишић, a компоновао Радослав Граић и песма Црвене цвете ауторке Јелене Бојић. Године 2013. албум је представљен домаћој и страној публици, а урађена су и два спота за песме Кад Лијевчанско жито заталаса и Црвен цвете.

## Хуманитарни рад
Група се такође бави хуманитарним радом, па је дала свој допринос на концертима на којима су прикупљана средства за помоћ Косову и Метохији – „За Дечане, за живот“, Велики хуманитарни концерт у Дворани „Борик“ о Васкрсу 2008. године, на изложби монахиња Манастира Градац, на манифестацијама организованим за прикупљање средстава за лечење болесних и за људе са посебним потребама, те на хуманитарним концертима за обнову и изградњу Манастира Клисина у Приједору и Манастира Богородице Тројеручице на Кордуну.